# Булинский, Андрей Александрович
Андрей Александрович Були́нский (1909—1984) — белорусский советский кинооператор. Заслуженный деятель искусств БССР (1964). Лауреат Сталинской премии второй степени (1949). Член ВКП(б) с 1945 года.

## Биография
А. А. Булинский родился 11 января 1909 года в Воронеже. Потомственный дворянин. После окончания средней школы в 1926 году поступил в Среднеазиатский государственный университет. Годы учебы в университете, где А. А. Булинский был председателем фотокино секции Общества друзей советского кино (ОДСК) и её единственным оператором-хроникёром, определили его дальнейшую судьбу.
В 1931 году А. А. Булинский был приглашён на кинофабрику «Шарк Юлдус» (нынешний «Узбекфильм»), и первый его фильм «Оазис в песках», снятый в необычайно трудных условиях реки Аму-Дарьи, получил самую высокую оценку и обошел многие экраны страны, побывал за границей. Это первый узбекский звуковой фильм.
В 1936 году в Ленинграде была снята картина «Девушка спешит на свидание», до сих пор любимая зрителями и недавно вновь с успехом обошедшая экраны страны.
Снял музыкальную комедию «Далёкая невеста» — первой послевоенной художественной картины, явившийся несомненным успехом туркменской кинематографии.
В качестве оператора-постановщика А. А. Булинский участвовал в создании многих художественных фильмов киностудии «Беларусьфильм»: «Дети партизана» (1954), «Первые испытания» (1961), «Москва-Генуя» (1964), «Тысяча окон»(1968), «Долгие версты войны» (1975) и др.
Как талантливый режиссёр-постановщик он выступил в телевизионной художественной ленте «Смятение» («Домик на Волге», 1970 год).
Художник безупречного вкуса, тонкого ощущения кинематографической красоты и выразительности А. А. Булинский внёс большой вклад в развитие советского киноискусства.
А. А. Булинский был женат на Рите Гладунко, есть дочь Булинская, Надежда Андреевна, внук Гостев, Филипп Юрьевич.
А. А. Булинский умер 25 января 1984 года в Минске.

## Фильмография

### Операторские работы
- 1931 — Оазис в песках
- 1932 — Ташкент — город грязный
- 1933 — Колодец смерти
- 1936 — Днепр в огне
- 1936 — Девушка спешит на свидание
- 1940 — Веселей нас нет
- 1942 — Боевой киносборник № 11
- 1947 — Дорога без сна
- 1948 — Далёкая невеста
- 1952 — Белая Вежа
- 1954 — Дети партизана
- 1955 — Зелёные огни
- 1957 — Наши соседи
- 1960—1961 — Первые испытания
- 1964 — Москва — Генуя
- 1967 — Тысяча окон
- 1973 — Великое противостояние
- 1975 — Долгие вёрсты войны

Снял документальные и научно-популярные фильмы: «Советская Белоруссия», «Беловежская пуща» (оба — 1951),
«Белая Вежа» (1952, совм. с И. Пикманом), «Изобразительное искусство БССР» (1956), «Спортивная гимнастика» (1964) и др.

### Режиссёрские работы
- 1970 — Смятение

## Награды и премии
- Орден «Знак Почёта» (06.03.1950)[1].
- Медаль «За трудовое отличие» (25.02.1955)
- Сталинская премия второй степени (1949) — за фильм «Далёкая невеста» (1948)[2]
- Государственная премия Белорусской ССР (1967) — за фильм «Москва — Генуя» (1964)
- заслуженный деятель искусств БССР (1964)